# الووی، نیوجرسی
الووی (به انگلیسی: Alloway Township) شهری در ایالت نیوجرسی کشور ایالات متحده آمریکا است که جمعیت آن در سرشماری سال ۲۰۱۰ میلادی، ۳٬۴۶۷ نفر بوده‌است.